# Florí d'or d'Aragó

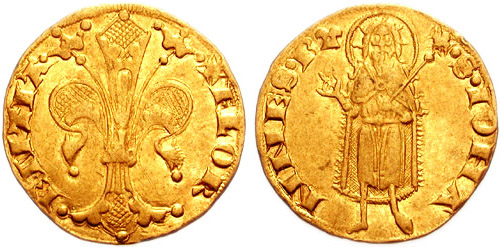
Florí d'or de Florència del 1347

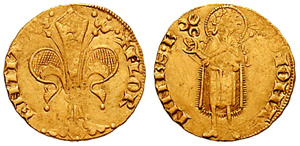
Florí d'or de Florència del 1340

El florí d'or d'Aragó (o florí d'or català) és el nom amb què era coneguda una moneda catalana d'or creada per Jaume III de Mallorca a Perpinyà el 1342 a imitació de la moneda del mateix nom que es feia a Florència, i represa per Pere III a partir del 1346.
Originalment es van encunyar a la seca de Perpinyà i eren d'or pur; aquests primers florins de la Corona de Mallorca eren coneguts també com a florins mallorquins. Més endavant el rei i la Generalitat van acordar de rebaixar-ne la llei a 18 quirats. El seu pes voltava els 3,4 grams.
A partir del 1365 també es fabricaren florins a les seques de Barcelona, València i Saragossa. En aquesta darrera ciutat, però, només durant tres anys, atès que els estaments aragonesos van imposar que la moneda exclusiva del Regne d'Aragó continués essent el diner jaquès de billó. A partir de 1390 també s'encunyaren a la Ciutat de Mallorca. Els florins foren batuts fins que foren substituts pel ducat en temps de Ferran el Catòlic. Al llarg de la seva vigència hi hagué intents de substituir-lo per altres tipus que no reeixiren com el timbre d'or, el pacífic o el ducat joaní.
A l'anvers dels florins catalans, a semblança dels florentins, hi ha la imatge de sant Joan dempeus amb un ceptre, i al revers una flor de lis, amb alguns afegitons característics i diferenciadors.